# Болотнинський район
Болотнинський район — муніципальне утворення в Новосибірській області  Росії.
Адміністративний центр — місто Болотне.

## Географія
Район розташований на північному сході Новосибірської області. Межує з Томською та Кемеровською областями, Мошковським, Тогучинським, Коливанським районами Новосибірської області.
Територія району за даними 2008 року всього — 337,4 тис. га, у тому числі сільгоспугіддя — 114,9 тис. га (34,1% всієї площі). По території району протікає річка Об.

## Історія
У XIX столітті село Болотне (зал. станція Болотяна) стає адміністративним центром Болотнинської волості Томського повіту Томської губернії. На основі волості в 1923-1925, в рамках реформи районування в РРФСР, формується Болотнинський район — з ліквідацією колишньої волості.
Район утворений в 1925 році в складі Томського округу Сибірського краю (крайовий центр — місто Новосибірськ). З 1930 року Болотнинський район входить до складу Томського округу Західно-Сибірського краю. В 1937 році район був включений у знову утворену Новосибірську область.

## Населення
| 2002    | 2004    | 2009    | 2010    | 2011    | 2012    | 2013    |
| ------- | ------- | ------- | ------- | ------- | ------- | ------- |
| 32 348  | ↘31 423 | ↘30 181 | ↘29 943 | ↘29 291 | ↘28 970 | ↘28 607 |
| 2014    | 2015    | 2016    | 2017    | 2018    | 2019    |         |
| ↘28 277 | ↘27 927 | ↘27 516 | ↘27 359 | ↘27 333 | ↘27 194 |         |